# Gare d'Iyo-Miyanoshita
La gare d'Iyo-Miyanoshita (伊予宮野下駅, Iyo-Miyanoshita-eki) est une gare ferroviaire localisée dans la ville d'Uwajima, dans la préfecture d'Ehime au Japon. La gare est exploitée par la JR Shikoku, sur la ligne Yodo. La gare faisait partie de la ville de Mima, mais le 1er août 2005, la ville avec les villes de Tsushima et Yoshida furent intégrées dans l'élargissement de la ville d'Uwajima.

## Situation ferroviaire
Établie à 151 mètres d'altitude, la gare d'Iyo-Miyanoshita est située au point kilométrique (PK) 69.1 de la ligne Yodo. 

## Histoire
- 18 octobre 1914 : Ouverture de la gare sous la gestion de la société des chemins de fer Uwajima. À cette époque, la gare s'appelait "Miyanoshita" (宮野下駅, Miyanoshita-eki?).
- 1er août 1933 : La gare est repris par la Japanese National Railways, elle prend son nom actuel, gare d'Iyo-Miyanoshita.
- 1er avril 1987 : La Japanese National Railways est découpée en plusieurs sociétés, la JR Shikoku reprend l'organisation de cette gare.

## Service des voyageurs

### Ligne ferroviaire
- JR Shikoku :
  - Ligne Yodo G44

### Quai
- Cette gare dispose de deux quais et de deux voies

| N° de voie  | Ligne  | Direction    |
| ----------- | ------ | ------------ |
| Côté gare   | ▆ Yodo | Wakai        |
| Côté opposé | ▆ Yodo | Kita-Uwajima |